# Spengler Cup 1991
Der Spengler Cup 1991 (französisch Coupe Spengler 1991) war die 65. Auflage des gleichnamigen Wettbewerbs und fand vom 26. bis 31. Dezember 1991 im Schweizer Luftkurort Davos statt. Als Spielstätte fungierte das dortige Eisstadion.
Es siegte erstmals der HK ZSKA Moskau, der durch einen 5:2-Sieg im Finalspiel über den HC Lugano das Turnier gewann. In der Qualifikation hatten die Eidgenossen die Partie noch knapp mit 5:4 im Penaltyschiessen für sich entschieden. Es war der erste Turniererfolg für den sowjetischen Rekordmeister und der dritte Turniererfolg eines Klubs aus Moskau, nachdem der HK Spartak Moskau in den beiden Jahren zuvor siegreich gewesen war. Der Gastgeber HC Davos nahm nicht am Turnier teil und wurde von Schweizer Seite durch den Finalisten HC Lugano vertreten.

## Modus
Die fünf teilnehmenden Teams spielten zunächst in einer Einfachrunde im Modus «jeder gegen jeden», so dass jede Mannschaft vier Spiele bestritt. Die beiden punktbesten Mannschaften nach Abschluss der zehn Qualifikationsspiele ermittelten schliesslich in einer zusätzlichen Partie den Turniersieger.

## Turnierverlauf

### Qualifikation
| Dezember 1991 | HC Lugano | 6:0 (1:0, 2:0, 3:0) | Mannheimer ERC | Eisstadion, Davos |

| Dezember 1991 | Malmö IF | 5:7 (1:2, 2:3, 2:2) | Team Canada | Eisstadion, Davos |

| Dezember 1991 | HK ZSKA Moskau | 9:1 (2:0, 2:0, 5:1) | Team Canada | Eisstadion, Davos |

| Dezember 1991 | HC Lugano | 5:4 n. V. (2:2, 1:1, 1:1, 1:0) | Malmö IF | Eisstadion, Davos |

| Dezember 1991 | Malmö IF | 2:5 (0:1, 1:2, 1:2) | HK ZSKA Moskau | Eisstadion, Davos |

| Dezember 1991 | Mannheimer ERC | 5:7 (2:2, 2:2, 1:3) | Team Canada | Eisstadion, Davos |

| Dezember 1991 | Team Canada | 3:2 (1:1, 1:0, 1:1) | HC Lugano | Eisstadion, Davos |

| Dezember 1991 | HK ZSKA Moskau | 7:2 (3:1, 1:1, 3:0) | Mannheimer ERC | Eisstadion, Davos |

| Dezember 1991 | Malmö IF | 6:4 (1:3, 4:0, 1:1) | Mannheimer ERC | Eisstadion, Davos |

| Dezember 1991 | HC Lugano | 5:4 n. P. (3:1, 1:1, 0:2, 0:0, 1:0) | HK ZSKA Moskau | Eisstadion, Davos |

| Pl. |                | Sp | S | N | Tore  | Punkte |
| --- | -------------- | -- | - | - | ----- | ------ |
| 1.  | HK ZSKA Moskau | 4  | 3 | 1 | 25:10 | 6:2    |
| 2.  | HC Lugano      | 4  | 3 | 1 | 18:11 | 6:2    |
| 3.  | Team Canada    | 4  | 3 | 1 | 18:21 | 6:2    |
| 4.  | Malmö IF       | 4  | 1 | 3 | 17:21 | 2:6    |
| 5.  | Mannheimer ERC | 4  | 0 | 4 | 11:26 | 0:8    |

### Final
| 31. Dezember 1991 12:00 Uhr | HK ZSKA Moskau | 5:2 (1:0, 4:1, 0:1) | HC Lugano | Eisstadion, Davos |

## All-Star-Team
| Angriff:      | Paul Lawiess – Fredi Lüthi – Andrei Kowalenko |
| Verteidigung: | MIF Peter Andersson – Igor Krawtschuk         |
| Tor:          | Geoff Sarjeant                                |